# Carl Franz von Brünnow
Carl Franz von Brünnow (* 1720 in der Neumark; † 16. Januar 1791 in Breitenfelde) war ein preußischer Regierungsrat.

## Leben

### Herkunft und Familie
Carl Franz entstammt der pommerschen Line des Adelsgeschlechts von Brünnow. Seine Eltern waren der preußische Major und Erbherr auf Helpe Vinzenz George von Brünnow († 1753) und dessen Ehefrau Sophie Hedwig von Langenn († 1765).
Aus seiner 1753 geschlossenen Ehe mit Johanna Louise von Wachholtz (1736–1797) sind die drei vermutlich jung verstorbene Töchter Charlotta, Wilhelmina und Aemilia und nachstehende fünf Söhne, die sämtlich als Offiziere in der preußischen Armee standen, bekannt:
- Carl George (1754–1838), preußischer Major im Infanterieregiment „v. Pirch“ (Nr. 22); ⚭ Tessine Auguste Wilhelmine von Eickstedt (1760–1840)
- Ernst (1759–1802), preußischer Kompaniechef im Infanterieregiment „v. Pirch“ (Nr. 8) → Stifter der bürgerlichen Linie Brünnow
- Friedrich (1761–1834), preußischer Oberst, Kommandeur des 4. Liegnitzer Landwehrregiments
- Philipp (1768–1800), preußischer Premierleutnant im Infanterieregiment „v. Zenge“ (Nr. 24), 1795 Pour le Mérite
- Otto (1773–1793), preußischer Leutnant im Infanterieregiment „v. Kenitz“ (Nr. 39)

### Werdegang
Brünnow besuchte das Joachimsthalsche Gymnasium, bevor er sich 1738 in Frankfurt einschrieb und schließlich bis spätestens 1743 in Halle Rechtswissenschaften studierte. Im Anschluss fand er bei Küstriner Regierung als Rat eine Anstellung. Nachdem er 1762 das Gut Breitenfelde mit Schönwalde D im Kreis Naugard erworben hatte, erhielt er im Jahr 1763 auf eigenen Wunsch seinen Abschied. Ursächlich für das frühe Ausscheiden waren seine angegriffene Gesundheit und Vermögensverluste seiner Familie im Siebenjährigen Krieg.